# Пыняны
Пыняны (укр. Пиняни) — село в Новокалиновской городской общине Самборского района Львовской области Украины.
Население по переписи 2001 года составляло 784 человека. Занимает площадь 7,81 км². Почтовый индекс — 81455. Телефонный код — 3236.
Рядом протекает р. Стрвяж. В районе села обнаружены источники подземных термальных вод. Планируется создание рекреационно-производственной зоны на базе одной из трёх пробурённых скважин.

## История
Первые упоминания о Пынянах относятся к XII веку.